# Zhuang de Youjiang
Pour les articles homonymes, voir Zhuang.
Le zhuang de Youjiang est une langue taï-kadaï, de la branche taï, parlée en Chine, dans la province autonome zhuang du Guangxi par une partie des Zhuang.

## Localisation géographique
Le zhuang de Youjiang est parlé dans  le Guangxi, dans les xian de Tiandong et de Tianyang qui sont sous la juridiction de la ville-préfecture de Baise.

## Classification interne
Le zhuang de Youjiang est un des parlers zhuang du Nord. Cela le rattache aux langues taï du Nord, un des groupes des langues taï, qui font partie de la famille de langues taï-kadaï.

## Sources
- (en) Zhang Yuansheng, Wei Xingyun, 1997, Regional Variations and Vernaculars in Zhuang, dans Jerold A. Edmondson, David B. Solnit (éditeurs), Comparative Kadai. The Tai Branch, pp. 77–95, SIL International and the University of Texas at Arlington Publications in Linguistics, vol. 124, Arlington, Summer Institute of Linguistics et The University of Texas at Arlington  (ISBN 1-55671-005-4)
- (en + zh) Sumittra Suraratdecha, Jerold A. Edmondson, Somsonge Burusphat, Qin Xiaohang, 2006, Northern Zhuang-Chinese-Thai-English Dictionary, Sayala, Institute of Language and Culture for Rural Development, Mahidol University  (ISBN 978-974-11-0687-5)